# 小行星23944
小行星23944（23944 Dusser）是一颗绕太阳运转的小行星，为主小行星带小行星。该小行星于1998年10月发现。

## 轨道参数
小行星23944的轨道半长轴为391 943 787 km（2.6199451 UA），离心率为0.138。